# Бухтишу
Бахтшуа Гондишапури (также Бухтишу и Бухт-Йишу в литературе) — династия армянских  персидских или ассирийских несторианских врачей VII, VIII и IX веков, охватывающая 6 поколений и 250 лет.
Название династии, которое появляется уже в начале V-го века, восходит к основателю этой «сиро-персидской несторианской семьи». Некоторые из членов семьи служили в качестве личных врачей при дворе халифов. Джурджис, сын Бухтишу, получил награду в 10 000 динаров от выздоровевшего халифа Аль-Мансура после ухода за ним в 765 г. н. э. Есть также мнение, что один из членов семьи был врачом Зейна аль-Абидина, 4-го шиитского имама, во время его болезни в Кербеле.
Как и большинство врачей при раннем дворе Аббасидов, Бухтишу вышли из Гондишапурской академии в Персии (на юго-западе Ирана). Они были хорошо знакомы с греческой и индийской наукой, в том числе с Платоном, Аристотелем, Пифагором, и Галеном, с переводом трудов которых они помогали, работая в Гондишапуре.
В ходе интеграции в меняющееся после исламского завоевания Ирана общество, семья перешла на арабский язык, сохраняя при этом устный персидский язык ещё около 200 лет.
Семья была родом из Ахваза, возле Гондишапура, однако в конце концов переехала в Багдад, а затем в Нисибин в Северной Сирии, который входил в состав Государства Сасанидов. Яхья Аль-Бармаки, визирь и наставник Харун ар-Рашида, оказывал покровительство больнице и академии Гондишапура, поощряя развитие астрономии, медицины и философии не только в Персии, но и в империи Аббасидов в целом.

## Этимология
Состоящее из двух частей — первой, среднеперсидского слова, означающего «искупленный» и второй — сирийского варианта имени Иисуса, имя династии можно перевести как «Искупленый Иисусом» или «Иисус искупил». Однако в своей книге Китаб 'Айюн Аль-анба' фи табакат Аль-атибба (عيون الأنباء في كتاب طبقات الأطباء) арабский историк XII века Ибн Аби Усайбиа переводит имя династии с сирийского языка как «раб Иисуса» (في اللغة السريانية البخت العبد ويشوع عيسى عليه السلام).

## Члены династии
Не осталось никаких сведений о первых двух членах династии. Оставшиеся записи начинают цепочку династии с Джурдиса. Тем не менее, генеалогический список династии выглядит следующим образом: